# Енгалышево
Енгалы́шево (баш. Енғалыш) — село в Чишминском районе Республики Башкортостан Российской Федерации. Центр Енгалышевского сельсовета.

## География

### Географическое положение
Расстояние до:
- районного центра (Чишмы): 37 км,
- ближайшей ж/д станции (Юматово): 15 км.

## Население
| 2002 | 2009 | 2010 |
| ---- | ---- | ---- |
| 493  | ↗531 | ↘485 |

Национальный состав
Согласно переписи 2002 года, преобладающая национальность — мордва-эрзяне (33 %).

## Религия
В селе есть православная церковь Александра Невского.